# Marija Korytzewa
Marija Serhijiwna Korytzewa (ukrainisch Марія Сергіївна Коритцева; * 25. Mai 1985 in Kiew, Ukrainische SSR) ist eine ehemalige ukrainische Tennisspielerin.

## Karriere
Mit sechs Jahren begann Korytzewa im Kreise ihrer Eltern Tennis zu spielen. Im Jahr 2000 trat sie erstmals bei ITF-Turnieren an, 2002 gewann sie dort ihre ersten Titel (Einzel und Doppel).
Sie gewann im Einzel sechs ITF-Turniere. Mit wechselnden Partnerinnen trug sie sich im Doppel ebenso oft bei Turnieren der WTA Tour in die Siegerliste ein. 
2008 erreichte Korytzewa mit dem Einzug in die zweite Runde der Australian Open erstmals die Top 100 der WTA-Weltrangliste. Ihre höchste Position (Rang 50) nahm sie ein, nachdem sie in Palermo zum zweiten Mal (nach Kalkutta 2007, Niederlage gegen Maria Kirilenko) das Endspiel eines WTA-Turniers erreicht hatte; dort unterlag sie Sara Errani.
Zu Saisonbeginn 2011 scheiterte sie zunächst in Brisbane, in Hobart und in Melbourne bereits in der Qualifikation, ebenso erging es ihr in Roland Garros und in Wimbledon. In Baku stürmte Korytzewa dann ins Halbfinale, wo sie der späteren Turniersiegerin Wera Swonarjowa unterlag. Im Doppel konnte sie an der Seite von Tazzjana Putschak an gleicher Stelle ihren sechsten WTA-Titel feiern.
Zwischen 2004 und 2010 spielte sie für die Ukraine zehn Partien im Fed Cup, von denen sie fünf gewinnen konnte.
Ihr letztes Profimatch bestritt Korytzewa im März 2012 bei einem ITF-Turnier in Poza Rica (Mexiko), bei dem sie im Einzel im Achtelfinale ausschied und mit ihrer Doppelpartnerin Maria Elena Camerin nochmals ein Finale erreichte.

## Turniersiege

### Einzel
| Nr. | Datum              | Turnier    | Kategorie   | Belag | Finalgegnerin          | Ergebnis      |
| --- | ------------------ | ---------- | ----------- | ----- | ---------------------- | ------------- |
| 1.  | 14. Juni 2002      | Toruń      | ITF $10.000 | Sand  | Jana Macurová          | 6:3, 6:0      |
| 2.  | 20. Juli 2003      | Garching   | ITF $25.000 | Sand  | Elise Tamaela          | 2:6, 6:4, 6:2 |
| 3.  | 30. Mai 2005       | Campobasso | ITF $25.000 | Sand  | Zuzana Kučová          | 5:7, 6:1, 7:5 |
| 4.  | 6. Juni 2005       | Galatina   | ITF $25.000 | Sand  | Jelena Wesnina         | 6:3, 6:2      |
| 5.  | 25. September 2005 | Jounieh    | ITF $75.000 | Sand  | Lourdes Domínguez Lino | 7:5, 7:5      |
| 6.  | 11. November 2007  | Jounieh    | ITF $25.000 | Sand  | Laura Siegemund        | 6:1, 6:3      |

### Doppel
| Nr. | Datum              | Turnier          | Kategorie         | Belag             | Partnerin               | Finalgegnerinnen                                  | Ergebnis         |
| --- | ------------------ | ---------------- | ----------------- | ----------------- | ----------------------- | ------------------------------------------------- | ---------------- |
| 1.  | 16. Juni 2002      | Kedzierzyn-Kozle | ITF $10.000       | Sand              | Walerija Bondarenko     | Martina Babaková Lenka Tvarosková                 | 6:3, 6:0         |
| 2.  | 22. Juni 2003      | Lenzerheide      | ITF $25.000       | Sand              | Dimana Krastewitsch     | Claudia Kuleszka Lina Stančiūtė                   | 6:3, 6:2         |
| 3.  | 18. April 2004     | Biarritz         | ITF $25.000       | Sand              | Olena Tatarkowa         | Aljona Bondarenko Walerija Bondarenko             | 7:5, 6:0         |
| 4.  | 8. August 2004     | Rimini           | ITF $50.000       | Sand              | Juliana Fedak           | Rosa María Andrés Rodríguez Andreea Ehritt-Vanc   | 7:67, 6:3        |
| 5.  | 13. Februar 2005   | Capriolo         | ITF $25.000       | Hartplatz (Halle) | Emma Laine              | Klaudia Jans Alicja Rosolska                      | 3:6, 6:4, 7:5    |
| 6.  | 10. April 2005     | Coatzacoalcos    | ITF $25.000       | Hartplatz         | Rita Kuti Kis           | Kildine Chevalier Jorgelina Cravero               | 6:2, 6:3         |
| 7.  | 10. Juli 2005      | Cuneo            | ITF $50.000       | Sand              | Galina Woskobojewa      | Sara Errani Giulia Gabba                          | 6:3, 7:5         |
| 8.  | 24. Juli 2005      | Palermo          | WTA Tier IV       | Sand              | Giulia Casoni           | Klaudia Jans Alicja Rosolska                      | 4:6, 6:3, 7:5    |
| 9.  | 7. August 2005     | Martina Franca   | ITF $50.000       | Sand              | Zsófia Gubacsi          | Lourdes Dominguez Lino Conchita Martínez Granados | 6:1, 6:3         |
| 10. | 14. August 2005    | Rimini           | ITF $50.000       | Sand              | Giulia Casoni           | Darja Kustawa Jekaterina Makarowa                 | 6:2, 6:4         |
| 11. | 25. September 2005 | Jounieh          | ITF $75.000       | Sand              | Nastassja Jakimawa      | Olena Antypina Hana Šromová                       | 7:5, 6:2         |
| 12. | 30. Oktober 2005   | Istanbul         | ITF $25.000       | Hartplatz (Halle) | Zsófia Gubacsi          | Agnieszka Radwańska Urszula Radwańska             | 6:3, 6:3         |
| 13. | 22. Oktober 2006   | Saint-Raphaël    | ITF $50.000       | Hartplatz         | Galina Woskobojewa      | Alizé Cornet Yulia Fedossova                      | 6:2, 6:4         |
| 14. | 4. Februar 2007    | Ortisei          | ITF $75.000       | Teppich (Halle)   | Olga Vymetalková        | Darja Kustawa Tazzjana Putschak                   | 6:3, 4:6, 6:3    |
| 15. | 13. April 2007     | Civitavecchia    | ITF $25.000       | Sand              | Kazjaryna Dsehalewitsch | Darja Kustawa Jekaterina Makarowa                 | 7:66, 5:7, 6:1   |
| 16. | 21. April 2007     | Bari             | ITF $25.000       | Sand              | Weronika Kapschaj       | Sophie Ferguson Katarína Kachlíková               | 7:5, 6:2         |
| 17. | 22. Juli 2007      | Palermo          | WTA Tier IV       | Sand              | Darja Kustawa           | Alice Canepa Karin Knapp                          | 6:4, 6:1         |
| 18. | 12. September 2007 | Charkiw          | ITF $100.000      | Hartplatz         | Darja Kustawa           | Aljona Bondarenko Kateryna Bondarenko             | 7:610, 6:3       |
| 19. | 5. Januar 2008     | Auckland         | WTA Tier IV       | Hartplatz         | Lilia Osterloh          | Martina Müller Barbora Záhlavová-Strýcová         | 6:3, 6:4         |
| 20. | 21. September 2008 | Guangzhou        | WTA Tier III      | Hartplatz         | Tazzjana Putschak       | Sun Tiantian Yan Zi                               | 6:3, 4:6, [10:8] |
| 21. | 19. Oktober 2008   | Ortisei          | ITF $100.000      | Teppich (Halle)   | Jaroslawa Schwedowa     | Maret Ani Galina Woskobojewa                      | 6:2, 6:1         |
| 22. | 10. Oktober 2009   | Jounieh          | ITF $75.000       | Sand              | Darja Kustawa           | Kazjaryna Dsehalewitsch Juliana Fedak             | 6:3, 6:4         |
| 23. | 12. September 2010 | Biella           | ITF $100.000      | Sand              | Raluca Olaru            | Andreja Klepač Aurélie Védy                       | 7:5, 6:4         |
| 24. | 26. Februar 2011   | Acapulco         | WTA International | Sand              | Raluca Olaru            | Lourdes Domínguez Lino Arantxa Parra Santonja     | 3:6, 6:1, [10:4] |
| 25. | 24. Juli 2011      | Baku             | WTA International | Hartplatz         | Tazzjana Putschak       | Monica Niculescu Galina Woskobojewa               | 6:3, 2:6, [10:8] |
| 26. | 12. November 2016  | Antalya          | ITF $10.000       | Sand              | Diana Chodan            | Berfu Cengiz Melis Sezer                          | 6:1, 6:4         |